# Gary Manuel
Gary Manuel (20 febbraio 1950) è un ex calciatore australiano, di ruolo attaccante.

## Carriera

### Club
Ha giocato nella prima divisione australiana.

### Nazionale
Ha partecipato ai Mondiali del 1974.